# Tychystadion
Het Tychystadion is een multifunctioneel stadion in Tychy, een stad in Polen. Het stadion wordt vooral gebruikt voor voetbalwedstrijden, de voetbalclub GKS 71 Tychy maakt gebruik van dit stadion. In het stadion is plaats voor 15.300 toeschouwers. Het stadion werd geopend in 2015.

## Internationale wedstrijden
Tijdens het wereldkampioenschap voetbal onder 20 van 2019 werd er gebruikgemaakt van dit stadion. Dat toernooi werd van 23 mei tot en met 15 juni 2019 in Polen gespeeld. Er werden 6 groepswedstrijden, een achtste finale en een kwartfinale gespeeld. In 2020 speelde het Armeens voetbalelftal een thuiswedstrijd tegen Georgië in het stadion, omdat het niet in Armenië kon spelen wegens het Nagorno-Karabach-conflict.
| 1 | 11 oktober 2020 | Armenië – Georgië | 2 – 2 | UEFA Nations League 2020/21 | 0 |